# Liste von Unfällen der Schweizer Armee
Diese Liste umfasst bekannte Unfälle der Schweizer Armee in Friedenszeiten, bei welchen Mensch, Tier oder Maschine zu Schaden kam.

## Unfälle
| Datum                | Ort                               | Vorfall | Quelle                                               |
| -------------------- | --------------------------------- | --- | ---------------------------------------------------- |
| September 1902       | Rekrutenschule (Ort unbekannt)    | Hauptmann Karl Egli feuerte zur «Belehrung und zum Schrecken» unbemerkt Gewehre ab, wenn Wehrmänner ungesicherte Waffen trugen. Ein Wehrmann wurde dabei in der Achselhöhle getroffen, als er das Gewehr an seine Seite ziehen wollte. Nach dem Vorfall wurde Eglis Entlassung gefordert. Der Bundesrat verurteilte ihn zu 20 Tagen Arrest und degradierte ihn an die Zentralschule in Thun.                                                  | [ 1 ]                                                |
| 6. September 1911    | Manöverraum 1. Armeekorps (VD)    | Dufaux-5-Flugzeug führte erste Armee-Aufklärungsflüge durch. Am Schlusstag ereignete sich eine Bruchlandung, bei der das Flugzeug stark beschädigt wurde. Keine Verletzten, aber Totalschaden des Flugzeugs. Erster militärischer Aufklärungseinsatz eines Flugzeugs in der Schweizer Armeegeschichte. | (siehe auch Dufaux 5)                                |
| 6. September 1911    | Sainte-Croix, Vuiteboeuf VD       | Pferdegespann einer Sanitätskolonne stürzte auf der steilen Manövrierstrasse. Drei Sanitätswagen wurden dabei demoliert. Vier Leichtverletzte, schwere Wagenschäden. | [ 2 ]                                                |
| 24. Dezember 1913    | Oberlindach BE                    | Blériot-XI-Flugzeug stürzte bei einer Nachtübung nach Motorausfall ab. Notlandung im Acker, wobei das Tragwerk brach. Zwei Leichtverletzte, Flugzeug zerstört. | [ 3 ]                                                |
| 15. April 1919       | Oberösch/Kirchberg BE             | Häfeli DH-3 Nr. 513 Landeüberschlag beim Postkurier-Flug. Propeller und Fahrwerk zerstört. Keine Verletzten, Totalschaden. | [ 4 ]                                                |
| 1. August 1919       | Bettwiesen TG                     | Fokker D.VII 6050/18 Landeunfall bei ziviler Charter. Keine Verletzten, Rumpfbruch. | [ 4 ]                                                |
| 12. Oktober 1922     | Egolzwil LU                       | Bei scharfer Artillerie-Schiessübung prallte ein 7,5-cm-Geschoss ab und durchschlug das Wohnhaus von Katharina Häberli-Huber. Die Bäuerin starb. 1923 wurden verschärfte Sicherheitsvorschriften erlassen. 1 Tote. | (siehe auch Artillerie-Schiessunfall von Egolzwil)   |
| 30. Mai 1923         | Visletto TI                       | Militärlastwagen blieb auf ungesichertem Bahnübergang der Maggiatal-Bahn liegen. Kollision mit Güterzug, der in die Maggia stürzte. Vier Bahner ertranken. 4 Tote. | (siehe auch Eisenbahnunfall von Visletto)            |
| 22. Oktober 1924     | Bern-Beundenfeld                  | De Havilland DH.9 Nr. 709 stürzte beim Training ab. Lt Charles Hautier verletzt. Bericht rügte veraltete Wartungsprozesse. 1 Verletzter. | [ 4 ]                                                |
| 26. Februar 1925     | Gfenn-Dübendorf ZH                | Häfeli DH-5 Nr. 409 geriet nach Start in Vrille. Pilot Lt Albert Wiesendanger getötet. Führte zu verpflichtendem Vrille-Abfangtraining. 1 Toter. | [ 5 ]                                                |
| 12. Mai 1925         | Pampigny VD                       | Häfeli DH-5 Nr. 422 schlug beim Tiefflug auf. Beobachter Oblt René Daccord starb, Pilot schwer verletzt. Tiefflugminima wurden Vorschrift. 1 Toter, 1 Verletzter. | [ 5 ]                                                |
| 18. August 1925      | Wangen-Brüttisellen ZH            | Kollision zweier Häfeli DH-3 (538 und 562). Beide Piloten, Lt Lucien Buclin und Lt Max Walti, starben. Ab 1926 gestaffelte Platzrunden in Dübendorf. 2 Tote. | [ 6 ]                                                |
| 20. August 1926      | Flugplatz Sternenfeld BL          | Hanriot HD.1 Nr. 656 stürzte während Luftkampfübung ab. Pilot Lt Anton Wullschleger getötet. Letzter Hanriot-Verlust in CH-Diensten. 1 Toter. | [ 7 ]                                                |
| 11. Februar 1927     | St. Moritz (gefrorener See)       | Häfeli DH-5 Nr. 413 brach im Steigflug ein. Beide Offiziere, Oblt Ernst Albrecht und Oblt Ernst Buchli, starben. Begrenzung von Winterflügen über Seen. 2 Tote. | [ 8 ]                                                |
| 10. Mai 1929         | Emmenbrücke LU                    | Häfeli DH-5 Nr. 460 verlor im Tiefflug Höhe. Lt Carl Melchar (Pilot) und Lt Paul Grossmann (Beobachter) getötet. Letzte tödliche DH-5-Unfälle vor Ablösung. 2 Tote. | [ 9 ]                                                |
| 27. August 1929      | Thierachern BE                    | Häfeli DH-5 Nr. 404 brach bei einem Looping. Pilot Lt Jakob Küpfer starb. Beschleunigte Verbot von Kunstflug ausserhalb genehmigter Programme. 1 Toter. | [ 10 ]                                               |
| 9. November 1932     | Plainpalais, Genf                 | Bei der Sicherung einer antifaschistischen Demonstration eröffneten unerfahrene Rekruten der Lausanner Infanterie-RS das Feuer auf die Menge. 13 Tote, etwa 65 Verletzte. | (siehe auch Unruhen von Genf 1932)                   |
| 27. August 1938      | Muotathaler Heuberge SZ           | Vier von fünf Fokker C.V-E der Fliegerstaffel 10 zerschellten bei Nebel an den Berghängen. Grösste Tragödie der Schweizer Militärluftfahrt. 7 Tote, 1 Schwerverletzter. | (siehe auch Flugunfall an den Muotathaler Heubergen) |
| 7. März 1939         | Nähe Wildhornhütte BE             | 22-köpfige Trägerkolonne des Winter-WK der Gebirgsbrigade 11 wurde von 400–500 Meter breiter Staublawine erfasst. 4 Tote, mehrere Verletzte. | [ 11 ]                                               |
| Anfang 1939          | Oberhalb Lenk BE                  | Eine Lawine verschüttete laut Zeitzeugen «eine ganze Kompanie Gebirgssoldaten». Vorfall führte zum Aufbau eines militärischen Lawinenwarndienstes. Mehrere Verletzte, vermutlich Todesopfer. | [ 12 ]                                               |
| 28. Mai 1946         | Festung Dailly VS                 | Explosion von drei Munitionsmagazinen mit 449 Tonnen Munition. 10 Tote (Arbeiter durch Gasvergiftung), 286 Soldaten überlebten, da sie ausserhalb übernachteten. Grosse Zerstörung, Wiederaufbau ab 1948. Ursache: Zersetzung und Selbstentzündung des Nitrocellulosepulvers. | (siehe auch Explosionsunglück in der Festung Dailly) |
| 19. Dezember 1947    | Mitholz BE                        | Explosion eines eidgenössischen Munitionsmagazins um 23:34 Uhr. 9 Tote, Zerstörung vieler Gebäude inkl. BLS-Bahnhof. Schadenssumme 100 Millionen Franken. 2020: Evakuierung von 170 Bewohnern für mindestens 10 Jahre angekündigt, Räumung ab 2031 geplant, Kosten über 1 Milliarde Franken. | (siehe auch Explosionskatastrophe von Mitholz)       |
| 18. August 1948      | Göschenen UR                      | Brand in einem Munitionsstollen («Eidgenössisches») gegenüber dem Bahnhof; Evakuation des Dorfs und Sperrung von Gotthardbahn und -strasse; keine Toten. | [ 13 ] [ 14 ]                                        |
| 22. August 1950      | Aesch am Hallwilersee LU          | Morane-Saulnier D-3801 (J-108) stürzte nördlich von Aesch ab. Leutnant R. Good der Fliegerstaffel 15 kam ums Leben. 1 Toter. | [ 15 ] [ 16 ]                                        |
| 20. April 1951       | Sihltal/Ochsenboden SZ            | De Havilland Vampire DH-100 Mk 6 (J-1053) stürzte ab. Leutnant F. Masina der Fliegerstaffel 5 kam ums Leben. 1 Toter. | [ 17 ]                                               |
| 28. August 1951      | Gfenn ZH                          | De Havilland Vampire DH-100 Mk 6 (J-1015) stürzte vor Landung ab. Hauptmann G. Wildi kam ums Leben. 1 Toter. | [ 17 ]                                               |
| 26. September 1951   | Genfersee bei Villeneuve VD       | De Havilland Vampire DH-100 Mk 6 (J-1052) stürzte in den See. Wachtmeister L. Berney kam ums Leben. 1 Toter. | [ 17 ]                                               |
| 21. November 1951    | Bisikon ZH                        | De Havilland Vampire DH-100 Mk 6 (J-1005) stürzte in Rückenvrille ab. Leutnant J. Henry kam ums Leben. 1 Toter. | [ 17 ]                                               |
| 12. Dezember 1952    | Dübendorf ZH                      | De Havilland Vampire DH-100 Mk 6 (J-1113) Bruchlandung nach Defilee. Feldweibel A. Taminelli überlebte. 1 Verletzter. | [ 17 ]                                               |
| 4. Oktober 1954      | Lully/Estavayer-le-Lac FR         | De Havilland Vampire DH-100 Mk 6 (J-1078) stürzte ab. Oberleutnant P. überlebte. 1 Verletzter. | [ 17 ]                                               |
| 17. Mai 1955         | La Tourné-Rochefort NE            | De Havilland Venom DH-112 Mk 1 (J-1574) stürzte wegen Flügelbruch ab. Feldweibel R. Wildi kam ums Leben. 1 Toter. | [ 18 ]                                               |
| 25. Juni 1955        | Bavois VD                         | De Havilland Vampire DH-100 Mk 6 (J-1125) stürzte nach Kollision mit Vampire J-1108 ab. Feldweibel A. Künzle kam ums Leben. 1 Toter. | [ 17 ]                                               |
| 9. August 1955       | Tafers FR                         | De Havilland Vampire DH-100 Mk 6 (J-1148) kollidierte mit Baum. Feldweibel G. Bünter kam ums Leben. 1 Toter. | [ 17 ]                                               |
| 26. August 1955      | Werthenstein LU                   | De Havilland Vampire DH-100 Mk 6 (J-1059) kollidierte mit Pilatus P-2-06. Hauptmann K. Fahrländer kam ums Leben. 1 Toter. | [ 17 ]                                               |
| 26. April 1956       | Ambrì-Piotta TI                   | De Havilland Venom DH-112 Mk 1 (J-1589) stürzte nach Start ab. Major H. Fasler kam ums Leben. 1 Toter. | [ 18 ]                                               |
| 27. September 1956   | Raron VS                          | De Havilland Vampire DH-100 Mk 6 (J-1110) stürzte auf Flugplatz ab. Feldweibel R. Theus kam ums Leben. 1 Toter. | [ 17 ]                                               |
| 2. April 1957        | Vallmand-Dessous VD               | De Havilland Vampire DH-100 Mk 6 (J-1114) stürzte ab. Leutnant F. Crétigny kam ums Leben. 1 Toter. | [ 17 ]                                               |
| 7. Juni 1957         | Bex VD                            | De Havilland Vampire DH-100 Mk 6 (J-1132) stürzte ab. Wachtmeister J. D. Chambaz kam ums Leben. 1 Toter. | [ 17 ]                                               |
| 3. Juni 1958         | Wald ZH                           | De Havilland Vampire DH-100 Mk 6 (J-1011) stürzte bei schlechtem Wetter ab. Feldweibel J. J. Leyvraz kam ums Leben. 1 Toter. | [ 17 ]                                               |
| 8. Oktober 1958      | Schwendibach BE                   | Hawker Hunter Mk 58 (J-4004) stürzte wegen Triebwerksdefekt ab. H. R. Weber kam ums Leben. 1 Toter. | [ 19 ]                                               |
| 23. Oktober 1958     | St. Stephan BE                    | De Havilland Venom DH-112 Mk 1 (J-1582) stürzte bei Flugplatz ab. Hauptmann F. Genner kam ums Leben. 1 Toter. | [ 18 ]                                               |
| 18. April 1959       | Bodensee bei Rorschach SG         | De Havilland Vampire DH-100 Mk 6 (J-1186) stürzte in See. Wachtmeister H. Tscherne kam ums Leben. 1 Toter. | [ 17 ]                                               |
| 6. Juni 1959         | Payerne VD                        | De Havilland Venom DH-112 Mk 1 (J-1566) stürzte in Startphase ab. Oberleutnant F. Friedrich kam ums Leben. 1 Toter. | [ 18 ]                                               |
| 30. November 1959    | Dübendorf ZH                      | De Havilland Venom DH-112 Mk 1 (J-1548) stürzte vor Landung ab. Major W. Soldenhoff kam ums Leben. 1 Toter. | [ 18 ]                                               |
| 7. Januar 1960       | Eiken AG                          | De Havilland Venom DH-112 Mk 4 (J-1793) stürzte ab. Wachtmeister P. Brüllhardt kam ums Leben. 1 Toter. | [ 18 ]                                               |
| 22. März 1960        | Davos-Parsenn GR                  | De Havilland Venom DH-112 Mk 1 (J-1597) stürzte ab. Leutnant H. Zähner kam ums Leben. 1 Toter. | [ 18 ]                                               |
| 23. März 1960        | Flumserberg GR                    | Zwei De Havilland Venom kollidierten. J-1586 stürzte ab, Aspirant A. Dollinger kam ums Leben; J-1528 stürzte ab, Leutnant Etter überlebte. 1 Toter, 1 Verletzter. | [ 18 ]                                               |
| 5. Oktober 1960      | Silvrettagletscher GR             | De Havilland Vampire DH-100 Mk 6 (J-1108) kollidierte mit Bergkrete. Oberleutnant R. Hofer kam ums Leben. 1 Toter. | [ 17 ]                                               |
| 22. September 1960   | Churwalden GR                     | De Havilland Venom DH-112 Mk 1 (J-1533) stürzte ab. Leutnant P. Tanner kam ums Leben. 1 Toter. | [ 18 ]                                               |
| 25. Oktober 1960     | Meiringen BE                      | Hawker Hunter Mk 58 (J-4005) Notlandung. Wachtmeister A. Ruchat starb trotz Notlandung. 1 Toter. | [ 19 ]                                               |
| 29. März 1961        | Felsberg GR                       | De Havilland Vampire DH-100 Mk 6 (J-1066) stürzte am Calanda ab. Oberleutnant W. Knecht kam ums Leben. 1 Toter. | [ 17 ]                                               |
| 27. August 1962      | Furkapass                         | Drei De Havilland Venom DH-112 Mk 4 stürzten ab (J-1759, J-1782, J-1784). Alle drei Piloten, Oberleutnant K. Gruber, Wachtmeister E. Hofer und Wachtmeister W. Vögele, kamen ums Leben. 3 Tote. | [ 18 ]                                               |
| 6. Februar 1963      | Axalp BE                          | De Havilland Venom DH-112 Mk 4 (J-1773) zerschellte unter Bergkrete. Wachtmeister F. Sauter kam ums Leben. 1 Toter. | [ 18 ]                                               |
| 27. November 1963    | Littau LU                         | Hawker Hunter Mk 58 (J-4034) stürzte ab. Oberleutnant L. kam ums Leben. 1 Toter. | [ 19 ]                                               |
| 28. November 1963    | Garmiswil FR                      | De Havilland Venom DH-112 Mk 4 (J-1787) stürzte ab. Oberleutnant F. Wicki kam ums Leben. 1 Toter. | [ 18 ]                                               |
| 4. März 1964         | Grand Combin VS                   | De Havilland Vampire DH-100 Mk 6 (J-1188) stürzte ab. Korporal J. Imhof überlebte. 1 Verletzter. | [ 17 ]                                               |
| 18. Februar 1964     | Dübendorf ZH                      | De Havilland Venom DH-112 Mk 1 (J-1549) stürzte im Landeanflug ab. Wachtmeister H. Weidmann kam ums Leben. 1 Toter. | [ 18 ]                                               |
| 21. August 1964      | Schallenberg/Röthenbach BE        | De Havilland Venom DH-112 Mk 4 (J-1706) zerschellte bei Bombenangriff. Wachtmeister M. Tissot kam ums Leben. 1 Toter. | [ 18 ]                                               |
| 15. März 1965        | Emmen LU                          | Hawker Hunter Mk 58 (J-4024) verbrannte bei Prüflauf. Mechaniker W. P. kam ums Leben. 1 Toter. | [ 19 ]                                               |
| 14. April 1965       | Emmen LU                          | Hawker Hunter Mk 58 (J-4049) Schleudersitz löste sich am Boden aus. Mechaniker F. Kuck starb. 1 Toter. | [ 19 ]                                               |
| 29. Mai 1965         | Utzenstorf BE                     | De Havilland Venom DH-112 Mk 1 (J-1591) stürzte ab. Hauptmann H. Chavannes kam ums Leben. 1 Toter. | [ 18 ]                                               |
| 14. September 1965   | Matten bei Interlaken BE          | De Havilland Venom DH-112 Mk 1 (J-1604) stürzte ab. Feldweibel Sch. überlebte. 1 Verletzter. | [ 18 ]                                               |
| 30. September 1965   | Sins AG                           | De Havilland Vampire DH-100 Mk 6 (J-1035) stürzte ab. Korporal A. Betschard kam ums Leben. 1 Toter. | [ 17 ]                                               |
| 7. Oktober 1965      | Castasegna/Bergell GR             | De Havilland Venom DH-112 Mk 1 (J-1569) stürzte ab. Oberleutnant O. Haab kam ums Leben. 1 Toter. | [ 18 ]                                               |
| 21. Oktober 1965     | Hegnau ZH                         | Hawker Hunter Mk 58 (J-4071) stürzte ab. Oberleutnant E. Ammann kam ums Leben. 1 Toter. | [ 19 ]                                               |
| 11. März 1966        | Monterschu FR                     | De Havilland Venom DH-112 Mk 1 (J-1581) stürzte ab. Wachtmeister E. Nef kam ums Leben. 1 Toter. | [ 18 ]                                               |
| 31. Januar 1967      | Axalphorn/Brienzerberg BE         | Zwei De Havilland Venom kollidierten. J-1608 stürzte ab, Wachtmeister R. Bisegger kam ums Leben; J-1551 stürzte ab, Leutnant M. überlebte. 1 Toter, 1 Verletzter. | [ 18 ]                                               |
| 3. Juli 1967         | La Brévine NE                     | De Havilland Venom DH-112 Mk 1 (J-1558) stürzte ab. Oberleutnant J. C. Piétrons kam ums Leben. 1 Toter. | [ 18 ]                                               |
| 5. Oktober 1967      | Griessenhorn UR                   | De Havilland Venom DH-112 Mk 1 (J-1513) stürzte ab. Wachtmeister P. Zuberbühler kam ums Leben. 1 Toter. | [ 18 ]                                               |
| 11. Oktober 1967     | Piz Fess GR                       | De Havilland Venom DH-112 Mk 4 (J-1786) kollidierte mit Boden. Oberleutnant K. Schilling kam ums Leben. 1 Toter. | [ 18 ]                                               |
| 29. November 1967    | Cheyres FR                        | De Havilland Vampire DH-100 Mk 6 (J-1165) stürzte in Regenzone ab. Korporal R. Gross kam ums Leben. 1 Toter. | [ 17 ]                                               |
| 1. Mai 1968          | Aesch am Hallwilersee LU          | De Havilland Venom DH-112 Mk 1 (J-1650) stürzte ab. Oberleutnant H. U. Ammann kam ums Leben. 1 Toter. | [ 18 ]                                               |
| 18. April 1968       | Axalp BE                          | Hawker Hunter Mk 58 (J-4014) touchierte Bergkrete. Hauptmann P. Birrer und Fotograf Ernst Saxer kamen ums Leben. 2 Tote. | [ 19 ]                                               |
| 19. Juli 1968        | Schwanden                         | De Havilland Venom DH-112 Mk 1 (J-1576) stürzte ab. Wachtmeister B. Suter kam ums Leben. 1 Toter. | [ 18 ]                                               |
| 14. Oktober 1968     | Malbun, Liechtenstein             | Schweizer Artillerie feuerte fünf Granaten über liechtensteinisches Gebiet ab. Splitter gingen auf Dorfbewohner nieder, keine Verletzten. Diplomatische Demarche. | [ 20 ]                                               |
| 11. April 1969       | Val Chamuera GR                   | De Havilland Vampire DH-100 Mk 6 (J-1141) stürzte ab. Oberleutnant K. Zimmer kam ums Leben. 1 Toter. | [ 17 ]                                               |
| 20. Mai 1969         | Oeschinensee BE                   | Hawker Hunter Mk 58 (J-4046) stürzte ab. Wachtmeister R. Ettlin kam ums Leben. 1 Toter. | [ 19 ]                                               |
| 20. Januar 1970      | Emmen LU                          | De Havilland Venom DH-112 Mk 1 R (J-1637) stürzte nach Start ab. Oberleutnant E. Graf kam ums Leben. 1 Toter. | [ 18 ]                                               |
| 24. Februar 1970     | Reckingen VS                      | Gewaltige Lawine mit 1,8 Millionen Kubikmetern Schnee zerstörte Dorf. 19 Angehörige der Fliegerabwehrkompanie 54 und 11 Zivilisten kamen ums Leben. Grösste Lawinenrettung der Schweizer Geschichte. 30 Tote. | (siehe auch Lawinenunglück von Reckingen)            |
| 12. August 1971      | Mittelhorn-Wellhornsattel BE      | Zwei De Havilland Venom stürzten ab. J-1570 Oberleutnant G. Schilling überlebte, J-1764 Feldweibel H. Battaglia kam ums Leben. 1 Toter, 1 Verletzter. | [ 18 ]                                               |
| 9. September 1971    | Dübendorf ZH                      | De Havilland Vampire DH.115 Mk 55 Trainer (U-1209) stürzte nach Start ab. Leutnant M. Guex und Korporal F. Frutschi kamen ums Leben. 2 Tote. | [ 17 ]                                               |
| 22. September 1971   | Eigergletscher                    | De Havilland Vampire DH.115 Mk 55 Trainer (U-1207) stürzte ab. Leutnant A. Marti und Korporal W. Holzner kamen ums Leben. 2 Tote. | [ 17 ]                                               |
| 12. April 1972       | Hondrich/Hasli BE                 | De Havilland Venom (J-1751) kollidierte mit Hawker Hunter (J-4069). Venom-Pilot Adjutant Unteroffizier R. Bassi kam ums Leben, Hunter-Pilot Oberleutnant S. überlebte. 1 Toter, 1 Verletzter. | [ 18 ]                                               |
| 14. August 1972      | Ravoure VS                        | De Havilland Venom DH-112 Mk 1 (J-1610) stürzte ab. Feldweibel J. M. Fritschi kam ums Leben. 1 Toter. | [ 18 ]                                               |
| 12. Juli 1973        | Obstalden GL                      | De Havilland Venom DH-112 Mk 4 (J-1761) stürzte ab. Wachtmeister A. Hasler kam ums Leben. 1 Toter. | [ 18 ]                                               |
| 3. Februar 1975      | Sils-Maloja GR                    | De Havilland Venom DH-112 Mk 1 (J-1607) stürzte ab. Wachtmeister T. Hofer kam ums Leben. 1 Toter. | [ 18 ]                                               |
| 26. August 1975      | Hochdorf LU                       | De Havilland Venom DH-112 Mk 1 (J-1625) stürzte ab. Leutnant G. Schmutz kam ums Leben. 1 Toter. | [ 18 ]                                               |
| 7. April 1976        | Ehrikon ZH                        | Hawker Hunter Mk 58 (J-4002) stürzte wegen beschlagener Scheibe ab. Leutnant R. Gygax kam ums Leben. 1 Toter. | [ 19 ]                                               |
| 6. Oktober 1976      | Langenbruck BL                    | De Havilland Venom DH-112 Mk 1 (J-1615) stürzte ab. Leutnant M. Hubler kam ums Leben. 1 Toter. | [ 18 ]                                               |
| 24. März 1977        | Payerne VD                        | Dassault Mirage III BS (U-2003) und Mirage III S (J-2310) kollidierten beim Verbandsüberflug. Hauptmann D. Girardet, Hauptmann C. Keckeis und Oberleutnant D. Trösch kamen ums Leben. 3 Tote. | [ 21 ]                                               |
| 30. September 1977   | Sins AG                           | De Havilland Venom DH-112 Mk 1 (J-1521) kollidierte mit Gelände. Oberleutnant T. Gähwiler kam ums Leben. 1 Toter. | [ 18 ]                                               |
| 15. Dezember 1977    | Lenzerheide GR                    | Hawker Hunter Mk 58 A (J-4144) stürzte beim Luftkampftraining ab. Wachtmeister H. Kühne kam ums Leben. 1 Toter. | [ 19 ]                                               |
| 9. Juni 1978         | Boltigen BE                       | De Havilland Venom DH-112 Mk 1 (J-1613) stürzte ab. Oberleutnant P. Plüss kam ums Leben. 1 Toter. | [ 18 ]                                               |
| 11. Mai 1979         | Neuenburgersee NE                 | Hawker Hunter Mk 58 A (J-4151) stürzte in See. Oberleutnant F. Barloggio kam ums Leben. 1 Toter. | [ 19 ]                                               |
| 27. Mai 1980         | Château-d'Oex VD                  | Aérospatiale Alouette III kollidierte nach Abheben mit Heukabel. Vier Menschen kamen ums Leben. 4 Tote. | [ 22 ]                                               |
| 23. März 1981        | Albristhorn BE                    | Dassault Mirage III S (J-2316) kollidierte mit Gelände. Oberleutnant J. Fürer kam ums Leben. 1 Toter. | [ 21 ]                                               |
| 10. Juli 1981        | Catto TI                          | Hawker Hunter Mk 58 (J-4079) stürzte im Landeanflug auf Ambri ab. Oberleutnant J. Schoberth kam ums Leben. 1 Toter. | [ 19 ]                                               |
| 2. September 1981    | Aargrat/Trützipass VS/BE          | De Havilland Vampire DH-100 Mk 6 (J-1123) touchierte Schneefeld bei Fliegerabwehr-Zielflug. Oberleutnant J. P. Habegger kam ums Leben. 1 Toter. | [ 17 ]                                               |
| 18. November 1981    | Moutier BE                        | Dassault Mirage III S (J-2320) kollidierte mit Northrop F-5 Tiger (J-3018). Hauptmann Jürg Imhof wurde verletzt. 1 Verletzter. | [ 21 ]                                               |
| 20. August 1982      | Büsserach SO                      | Aérospatiale Alouette III kollidierte bei Tiefflug mit Hochspannungsleitung. Zwei Menschen kamen ums Leben. 2 Tote. | [ 22 ]                                               |
| 23. August 1982      | Riddes VS                         | Hawker Hunter Mk 58 (J-4042) stürzte ab. Oberleutnant K. überlebte, aber zwei Kinder am Boden kamen ums Leben. 2 Tote. | [ 19 ]                                               |
| 21. Oktober 1982     | Säntisgebiet SG/AI                | Aérospatiale Alouette III stürzte bei Truppentransport ab. Sechs Menschen kamen ums Leben. 6 Tote. | (siehe auch Helikopterunfall Schwägalp)              |
| 26. Oktober 1982     | Forel                             | Hawker Hunter Mk 58 (J-4051) wurde von anderem Hunter (J-4124) bei Übung abgeschossen. Leutnant J. Kobert überlebte. 1 Verletzter. | [ 19 ]                                               |
| 9. November 1982     | Ringoldswil BE                    | Northrop F-5 E Tiger (J-3059) verlor bei Tiefflug Kontrolle. Pilot kam ums Leben. 1 Toter. | [ 23 ]                                               |
| 9. August 1983       | Catto TI                          | Hawker Hunter T.68 (J-4207) stürzte im Landeanflug auf Ambri ab. Oberleutnant J. Gantner und Wachtmeister T. Plattner kamen ums Leben. 2 Tote. | [ 19 ]                                               |
| 28. August 1983      | Blatten VS                        | Nicht geräumte Artilleriegranate detonierte in Bachbett. Vier Zivilisten (Mutter und drei Kinder) kamen ums Leben, eine Person verletzt. 4 Tote, 1 Verletzter. | [ 24 ]                                               |
| 8. März 1984         | Ebnet LU                          | Kollision von zwei Hawker Hunter (J-4016 und J-4055) in der Luft, beide Piloten überlebten. | [ 25 ]                                               |
| 15. August 1984      | Meiringen BE                      | Northrop F-5 E Tiger (J-3048) stürzte nach «Antilärmstart» ab. Pilot kam ums Leben. 1 Toter. | [ 23 ]                                               |
| 17. Oktober 1984     | Bonaduz/Rhäzüns GR                | Zwei Hawker Hunter kollidierten. J-4088 bei Bonaduz, Aspirant H. P. Stricker kam ums Leben; J-4113 bei Rhäzüns, Aspirant P. Zängerle kam ums Leben. 2 Tote. | [ 19 ]                                               |
| 11. Januar 1985      | Emmen LU                          | Hawker Hunter Mk 58 (J-4074) stürzte beim Durchstarten ab. Feldweibel W. Hautenschild kam ums Leben. 1 Toter. | [ 19 ]                                               |
| 14. Oktober 1985     | Sustenpass UR                     | Steyr-Puch Pinzgauer-Geländewagen stürzte 200 Meter in Schlucht. Drei Armeeangehörige kamen ums Leben. 3 Tote. | [ 26 ]                                               |
| 23. Oktober 1985     | Rothenthurm SZ                    | Aérospatiale Alouette III berührte bei Tiefflug Baumwipfel. Drei Menschen kamen ums Leben, eine Person schwer verletzt. 3 Tote, 1 Verletzter. | [ 22 ]                                               |
| 16. April 1986       | Auslikon ZH                       | Steyr-Puch Pinzgauer kollidierte mit zivilem Personenwagen. Drei Menschen kamen ums Leben (2 Soldaten, 1 Zivilist). 3 Tote. | [ 26 ]                                               |
| 23. April 1986       | Tschamut GR                       | Hawker Hunter Mk 58 (J-4056) kollidierte mit Gelände. Leutnant J. Bischof kam ums Leben. 1 Toter. | [ 19 ]                                               |
| 2. Juli 1986         | Bellelay BE                       | Hawker Hunter Mk 58 (J-4017) stürzte ab. Leutnant O. Benz kam ums Leben. 1 Toter. | [ 19 ]                                               |
| 22. Januar 1987      | Lumbrein GR                       | Zwei Northrop F-5 E Tiger kollidierten. Beide Piloten retteten sich mit Schleudersitz. 2 Verletzte. | [ 23 ]                                               |
| 19. März 1987        | Winkel ZH                         | Militärlastwagen Verkehrsunfall. 13 Personen verletzt. 13 Verletzte. | [ 26 ]                                               |
| 26. März 1987        | Dagmersellen LU                   | Hawker Hunter Mk 58 A (J-4133) stürzte in unkontrollierter Fluglage ab. Oberleutnant P. Küng überlebte. 1 Verletzter. | [ 19 ]                                               |
| 17. Juni 1987        | Romont FR                         | Militärbus kam von Strasse ab und kippte Böschung hinunter. 32 Personen verletzt. 32 Verletzte. | [ 26 ]                                               |
| 21. Juli 1987        | Emmen LU                          | Hawker Hunter Mk 58 A (J-4134) stürzte wegen Triebwerksstörung ab. Leutnant U. Straumann überlebte. 1 Verletzter. | [ 19 ]                                               |
| 15. Oktober 1987     | Verbier VS                        | De Havilland Vampire DH-100 Mk 6 (J-1160) stürzte ab. Korporal J. D. Fueg kam ums Leben. 1 Toter. | [ 17 ]                                               |
| 20. Oktober 1989     | Nufenenpass VS                    | Hawker Hunter Mk 58 A (J-4130) kollidierte mit Gelände. Oberleutnant A. Silvestri kam ums Leben. 1 Toter. | [ 19 ]                                               |
| 13. März 1990        | Emmen LU                          | De Havilland Vampire DH-100 Mk 6 (J-1131) stürzte in unkontrollierter Fluglage ab. Korporal U. P. überlebte. 1 Verletzter. | [ 17 ]                                               |
| 27. Juni 1991        | Siglistorf AG                     | Hawker Hunter Mk 58 (J-4036) kollidierte mit Bäumen. Verletzte/Tote unbekannt. | [ 19 ]                                               |
| 22. Oktober 1991     | Dübendorf ZH                      | Aérospatiale Alouette III prallte nach Start wegen blockierter Pedale ab. Pilot starb. 1 Toter. | [ 22 ]                                               |
| 24. Juli 1992        | Luzern                            | Zwei HG 85-Handgranaten detonierten in Materialausgabe einer Infanterie-Rekrutenschule. Zwei Personen kamen ums Leben, mehrere verletzt. 2 Tote, mehrere Verletzte. | [ 27 ]                                               |
| 24. September 1992   | Vers-chez-Perrin VD               | 24-jähriger Soldat der Pontonier-Kompanie 225 wurde von Kugel seines Dienstkollegen in Brust getroffen. Starb beim Wachdienst mit scharfer Munition. 1 Toter. | [ 28 ]                                               |
| 2. November 1992     | Sustenpass/Steingletscher         | Explosion von Hunderten Tonnen Munition in unterirdischer Kaverne. Sechs Menschen kamen ums Leben. Schwerster Explosionsunfall der Schweiz seit 45 Jahren. 6 Tote. | (siehe auch Explosionsunglück am Steingletscher)     |
| 16. März 1993        | Aumont FR                         | Hawker Hunter Mk 58 (J-4043) stürzte ab. Adjutant Unteroffizier B. Lehmann überlebte. 1 Verletzter. | [ 19 ]                                               |
| 27. April 1993       | Finsteraarhorn BE                 | Pilatus PC-6 «Turbo Porter» prallte bei Föhn an Nordwand. Drei Menschen kamen ums Leben. 3 Tote. | [ 29 ]                                               |
| 15. April 1994       | Stockhorn BE                      | Pilatus PC-7 Trainingsflugzeug kollidierte mit Nordwand. 53-jähriger Werkpilot des Bundesamts für Militärflugplätze kam ums Leben. 1 Toter. | [ 30 ]                                               |
| 29. April 1994       | Cholloch/Wattwil SG               | Explosiv-Übungshandgranate 85 fiel beim Werfen aus der Hand und explodierte. Zwei Offiziere durch Splitter verletzt. 2 Verletzte. | [ 31 ]                                               |
| 22. Juni 1994        | Unteres Mönchsjoch BE             | Ziviler Bell 206 Jet Ranger kollidierte mit Aérospatiale Super Puma der Schweizer Armee. Drei Menschen kamen ums Leben. 3 Tote. | [ 32 ]                                               |
| 5. Oktober 1994      | Bière VD                          | 20-jähriger Rekrut stürzte aus zweitem Stock auf Vorplatz. Rückenverletzungen, Fingerbruch, Platzwunde. Achter Fenstersturz seit Juli 1993. 1 Verletzter. | [ 33 ]                                               |
| 14. Oktober 1994     | Ilanz-Tavanasa GR                 | 20-jähriger Rekrut kam bei Verkehrsunfall ums Leben. Steyr-Puch durchschlug Leitplanke und stürzte Abhang hinunter. 1 Toter. | [ 34 ]                                               |
| 27. Oktober 1994     | Herzogenbuchsee-Solothurn         | Rekrut wurde von Auslegearm einer Maschine zu Boden geschleudert. Gebrochener Brustwirbel. 1 Verletzter. | [ 35 ]                                               |
| 31. Oktober 1994     | Axalp BE                          | Northrop F-5 Tiger stürzte ab wegen liegengebliebenen Schraubenschlüssels im Ausklinkmechanismus. Werkpilot rettete sich mit Schleudersitz. 1 Verletzter. | [ 36 ]                                               |
| 21. Februar 1994     | Sanetschpass VS                   | Dassault Mirage III S (J-2336) «Geronimo» stürzte ab. Oberleutnant O. Queloz kam ums Leben. 1 Toter. | [ 21 ]                                               |
| 20. Juni 1995        | Petit Hongrin VD                  | Frontalkollision zwischen Steyr-Puch Pinzgauer und Steyr-Puch. Sechs Armeeangehörige verletzt. 6 Verletzte. | [ 37 ]                                               |
| 4. Juli 1996         | Schänis SG                        | Northrop F-5 E Tiger Schleudersitz löste sich unbeabsichtigt aus. Pilot überlebte, Flugzeug bohrte sich in Boden. 1 Verletzter. | [ 38 ]                                               |
| 20. März 1997        | Sainte-Croix VD                   | Dassault Mirage III RS (R-2101) stürzte ab. Oberleutnant D. Schoch kam ums Leben. 1 Toter. | [ 21 ]                                               |
| 12. November 1997    | Boltigen BE                       | Pilatus PC-6 Porter stürzte bei schlechtem Wetter ab. Fünf Menschen kamen ums Leben. 5 Tote. | (siehe auch Flugzeugunfall im Simmental)             |
| 1998                 | Bière VD                          | Panzerunfall mit Mowag Piranha. Drei Armeeangehörige verletzt, ein Rekrut mit Schädel-Hirn-Trauma. Unfall angeblich vertuscht. 3 Verletzte. | [ 39 ]                                               |
| 7. April 1998        | Crans-Montana VS                  | McDonnell Douglas F/A-18 C prallte bei Nachttraining in Bergflanke. Beide Insassen kamen ums Leben wegen räumlicher Desorientierung. 2 Tote. | (siehe auch F/A-18-Absturz bei Crans-Montana)        |
| 19. August 1998      | Spittelberg SO                    | Zugführer wurde bei Panzerfaust-Manipulationsübung durch Leuchtspurmunition tödlich getroffen. Sicherheitsvorschriften missachtet. 1 Toter. | [ 40 ]                                               |
| 14. Oktober 1998     | Oberuzwil SG                      | Zwei Pilatus PC-9 kollidierten bei Formationsflug. Eine Maschine stürzte ab, Pilot kam ums Leben. 1 Toter. | [ 41 ]                                               |
| 18. August 1999      | Realp/Hospental UR                | Aérospatiale Super Puma (T-322) berührte bei der Landung unkontrolliert den Boden; Hubschrauber beschädigt, ein Angehöriger der Armee leicht verletzt. 1 Verletzter. | [ 42 ]                                               |
| 11. August 2000      | Wichlenalp GL                     | Schützenpanzer 63 kippte nach Übung; ein Wachtmeister wurde tödlich verletzt. 1 Toter. | [ 43 ]                                               |
| 5. September 2000    | Glaubenberg LU                    | Rekrut der Übermittlungs-RS 263 bei Unfall mit Handgranate schwer verletzt. 1 Verletzter. | [ 44 ]                                               |
| 26. September 2000   | Tösstal ZH                        | Geländewagen-Unfall; zwei Westschweizer Rekruten schwer verletzt. 2 Verletzte. | [ 45 ]                                               |
| 27. September 2000   | Oberägeri ZG                      | Selbstunfall eines Militärlieferwagens beim Weiler Wissenbach. Sechs Aufklärersoldaten verletzt. 6 Verletzte. | [ 46 ]                                               |
| 28. September 2000   | Petit Hongrin VD                  | Militärlastwagen (Duro) kam nach Schiessübung von der Strasse ab. 16 Armeeangehörige verletzt (davon 1 schwer). 16 Verletzte. | [ 47 ]                                               |
| 4. Oktober 2000      | Toggenburg SG                     | Kohlenmonoxidvergiftung in Unterkunft; Wache rettete 37 Wehrmänner. 37 Verletzte. | [ 48 ]                                               |
| 7. Mai 2001          | Hinwil ZH                         | Frontalkollision eines gepanzerten Aufklärungsfahrzeugs «Eagle» mit einem Brückenpfeiler. Ein Unteroffizier und drei Rekruten verletzt, der Fahrer lebensgefährlich verletzt. 4 Verletzte. | [ 49 ] [ 50 ]                                        |
| 25. Mai 2001         | Delsberg JU                       | Aérospatiale Alouette III kollidierte mit Kabel. Vier Menschen kamen ums Leben. 4 Tote. | [ 22 ]                                               |
| 12. Oktober 2001     | Crans-Montana                     | Aérospatiale Alouette III kollidierte mit Kabel. Vier Menschen kamen ums Leben. 4 Tote. | [ 51 ]                                               |
| 28. August 2002      | Hinterrhein GR                    | Ungeklärte Detonation bei Reparatur des Kuppel-Maschinengewehrs eines Leopard-Panzers. Zwei Personen im Augenbereich verletzt. 2 Verletzte. | [ 52 ]                                               |
| 12. November 2002    | Bonaduz GR                        | Pilatus PC-7 kollidierte mit Seilbahn-Seil. Zwei Offiziere kamen ums Leben. 2 Tote. | [ 53 ]                                               |
| 24./25. Februar 2003 | Thun BE                           | 19-jähriger Rekrut erlitt schwere Verletzungen durch Sturz. Halswirbelfraktur, Milzriss, diverse Schürfungen. 1 Verletzter. | [ 54 ]                                               |
| 15. Juli 2003        | «Chlital»/Uri Rotstock            | Aérospatiale Alouette III stürzte bei Lastentransport ab. Drei Besatzungsmitglieder verletzt (1 schwer, 2 leicht). 3 Verletzte. | [ 55 ]                                               |
| 7. Oktober 2004      | Maienfeld-Landquart               | Auffahrunfall mit drei Mowag-Piranha-Radschützenpanzern. 13 Armeeangehörige leicht verletzt. 13 Verletzte. | [ 56 ]                                               |
| 13. März 2007        | Bure JU                           | Aufklärungsfahrzeug vom Typ Eagle der Panzerschule 23 kam in einer Kurve auf Nebenstrasse zwischen Bure und Fahy von der Fahrbahn ab und überschlug sich. Ein Rekrut im Beobachtungsturm des 5,5 Tonnen schweren Fahrzeugs wurde beim Umkippen erdrückt und getötet. Zwei weitere Rekruten verletzt. 1 Toter, 2 Verletzte | [ 57 ]                                               |
| 22. Juni 2007        | Kosovo                            | Schweizer KFOR-Soldaten der Swisscoy (215-köpfiges Kontingent) verunfallten mit gepanzertem Mannschaftstransporter. Fahrzeug überschlug sich in den frühen Morgenstunden. Überlebende wurden im deutschen Feldlazarett Prizren behandelt, drei konnten entlassen werden. | [ 58 ]                                               |
| 12. Juli 2007        | Jungfrau                          | Sechs Rekruten starben bei einem Lawinenunglück. Wurden über 1000 Meter in die Tiefe gerissen während Bergsteigerausbildung. 6 Tote. | (siehe auch Lawinenunglück an der Jungfrau)          |
| 23. Januar 2008      | Autobahn A1 Effretikon-Winterthur | 20-jähriger Rekrut fiel aus Militärbus auf Fahrbahn. Von mehreren Fahrzeugen überrollt, starb am Unfallort. 1 Toter. | [ 59 ]                                               |
| 12. Juni 2008        | Kander BE                         | Bootsunglück bei Armeeübung mit zwei M6-Booten. 5 Tote. | (siehe auch Bootsunglück auf der Kander)             |
| 26. Mai 2009         | Aare bei Aarwangen BE             | 21-jähriger Rekrut aus der Zentralschweiz ertrank während der Mittagspause beim Schwimmen in der Aare. Leiche erst am 2. Juni nach grosser Suchaktion geborgen. 1 Toter. | [ 60 ]                                               |
| 14. Juli 2009        | Altenstadt, Bayern                | Schweizer Fallschirmspringer kam bei internationaler militärischer Fallschirmsprungübung ums Leben. Ein zweiter Rekrut schwer verletzt. 1 Toter, 1 Verletzter. | [ 61 ]                                               |
| 28. August 2009      | Bernhardzell SG                   | Der St. Galler Rapper „Shame“ (27) wurde auf dem Parkplatz des Schiessstandes Bleichenbach unmittelbar nach dem obligatorischen Schiessen durch einen Schuss tödlich am Kopf getroffen. Der Schuss löste sich aus dem Sturmgewehr eines 28-jährigen Kameraden, offenbar aufgrund versäumter Entladung. Der Schiessbetrieb wurde vom Schützenverein Ramschwag für ca. ein halbes Jahr eingestellt. 1 Toter.                                    | [ 62 ] [ 63 ] [ 64 ]                                 |
| 2. Oktober 2009      | Cham ZG                           | Auf der Knonauerstrasse in Cham kollidierte ein zivil fahrender Autofahrer beim Abbiegen mit einem Armeefahrzeug (Transporter). Dabei überschlug sich der Militärtransporter und landete in einer Wiese. Elf Personen erstatteten Verletzungen, zwei davon schwer; der Autofahrer blieb unverletzt. 11 Verletzte. | [ 65 ]                                               |
| 6. Oktober 2010      | Martigny VS                       | Aufklärungsfahrzeug Mowag Eagle kollidierte mit Lastwagen. Zwei Zivilisten kamen ums Leben, fünf Personen verletzt. 2 Tote, 5 Verletzte. | [ 66 ]                                               |
| 9. November 2010     | Bure JU                           | Unfall mit vier Mowag-Piranha-Panzern. Mindestens 16 Armeeangehörige verletzt, vier schwer. 16 Verletzte. | [ 67 ]                                               |
| 30. März 2011        | Maderanertal                      | Eurocopter Cougar stürzte bei Nebel ab. Zwei Insassen schwer verletzt. 2 Verletzte. | [ 68 ]                                               |
| 4. August 2011       | Paschga/Walenstadt SG             | Sprengladung explodierte unbeabsichtigt während Ausbildungskurs. Vier Armeeangehörige verletzt (2 mittelschwer, 2 mittelschwer bis schwer). 4 Verletzte. | [ 69 ]                                               |
| 6. Mai 2012          | Gossau/Herisau SG/AR              | Truppentransporter kippt auf dem Rückweg vom Schiessplatz Breitfeld zur Kaserne Neuchlen. 16 Rekruten werden verletzt, davon zwei mittelschwer. 16 Verletzte. | [ 70 ] [ 71 ]                                        |
| 6. September 2012    | Unterrealta GR                    | Leopard-Kampfpanzer kollidiert bei Truppenverschiebung auf Kreuzung mit Lieferwagen. Drei Insassen des Lieferwagens werden leicht verletzt. 3 Verletzte. | [ 72 ]                                               |
| 27. November 2012    | Cossonay/Lussery-Villars VD       | Militärlastwagen mit 20 Soldaten kippt bei Kreuzungsmanöver nach Ausweichen vor Lieferwagen um. Zehn Soldaten werden leicht verletzt. 10 Verletzte. | [ 73 ]                                               |
| 5. Dezember 2012     | Eiken AG                          | Duro-Transporter gerät wegen Sekundenschlaf des Lenkers auf Gegenfahrbahn und kollidiert mit zwei Personenwagen. Acht Personen werden verletzt, darunter eine 19-jährige Autofahrerin mittelschwer. 8 Verletzte. | [ 74 ] [ 75 ]                                        |
| 17. Mai 2013         | Dübendorf ZH                      | Schiessunfall auf Militärflugplatz. Soldat schoss Kameraden beim Posieren für Handyfoto in die Lunge. 1 Verletzter. | [ 76 ]                                               |
| 23. Oktober 2013     | Lopper/Alpnachstad OW             | McDonnell Douglas F/A-18 zerschellte am Lopper. Beide Insassen kamen ums Leben. 2 Tote. | (siehe auch F/A-18-Absturz bei Alpnach)              |
| 18. März 2014        | Winterthur ZH                     | Militär-Puch überschlägt sich auf der A1 bei Winterthur-Wülflingen, nachdem der Lenker in den Sekundenschlaf gefallen war. Alle acht Insassen werden verletzt, einer davon mittelschwer bis schwer. 8 Verletzte | [ 77 ] [ 78 ]                                        |
| 10. September 2014   | Airolo TI                         | Rekrut verliert in einer Kurve beim Autobahnkreuz Airolo TI die Kontrolle über Militärlastwagen und kommt von der Strasse ab. Der 21-jährige Fahrer aus dem Kanton Freiburg stirbt am Unfallort. 1 Toter. | [ 79 ]                                               |
| 13. März 2015        | Axenstrasse SZ                    | Armeefahrzeug kollidierte nach Überholmanöver eines Motorradfahrers frontal; anschliessend Zusammenstoss mit Lieferwagen. Zwei Personen schwer verletzt (Motorrad- und Lieferwagenlenker), zwei Armeeangehörige leicht verletzt. 4 Verletzte. | [ 80 ] [ 81 ]                                        |
| 26. Mai 2015         | Schänis SG                        | Mannschaftstransporter Duro geriet auf die Gegenfahrbahn und prallte in einen Lastwagen; fünf Wehrmänner verletzt, einer schwer. 5 Verletzte. | [ 82 ] [ 83 ]                                        |
| 3. August 2015       | Andeer GR                         | Rekrut starb bei Motorradunfall auf der A13 (im Dienst). 1 Toter. | [ 84 ] [ 85 ]                                        |
| 18. September 2015   | Hauenstein-Ifenthal SO            | WK-Soldat geriet bei einer Nachtübung unter ein Militärfahrzeug (Puch G) und verstarb. 1 Toter. | [ 86 ] [ 87 ]                                        |
| 14. Oktober 2015     | Glamondans, Doubs, Frankreich     | Eine F/A-18D Hornet (J-5235) stürzte während einer Luftkampfübung nach Triebwerksausfall ab. Der 38-jährige Testpilot Oberstleutnant Martin H. konnte sich mit dem Schleudersitz retten und überlebte mit leichten Verletzungen. Das Flugzeug wurde vollständig zerstört. Die Unfalluntersuchung ergab einen Strömungsabriss im linken Triebwerk bei zu langsamem Flug. Der Pilot wurde 2021 vom Militärgericht freigesprochen. 1 Verletzter. | [ 88 ] [ 89 ]                                        |
| 9. Juni 2016         | Niederlande                       | Northrop F-5 E Tiger der Patrouille Suisse kollidierte. Pilot rettete sich mit Schleudersitz. 1 Verletzter. | [ 90 ]                                               |
| 29. August 2016      | Sustenpass                        | McDonnell Douglas F/A-18 kollidierte mit Bergflanke am Hinter Tierberg. Pilot kam ums Leben. 1 Toter. | (siehe auch F/A-18-Absturz am Sustenpass)            |
| 28. September 2016   | Gotthardpass                      | Aérospatiale Super Puma (AS532 UL Cougar Mk1) stürzte nach Berührung einer Freileitung nahe dem Gotthard-Hospiz kurz nach dem Start ab; zwei Piloten starben, ein Crewmitglied wurde verletzt. 2 Tote, 1 Verletzter. | [ 91 ] [ 92 ] [ 93 ]                                 |
| 23. März 2016        | Wangen an der Aare BE             | 56-jähriger Berufsunteroffizier kollabierte am Steuer. Verstarb trotz Rega-Transport. 1 Toter. | [ 94 ]                                               |
| 17. Februar 2017     | St. Moritz GR                     | Während eines Trainingsflugs der Kunstflugstaffel PC-7 TEAM zur Ski-WM touchierte ein Pilatus PC-7 das Tragseil einer SRF-Seilbahnkamera, Kamera stürzte in den Zielraum (Sachschaden ≈ 250 000 CHF), niemand verletzt. | [ 95 ]                                               |
| 20. April 2017       | Seewen SZ                         | Militär-Geländewagen Puch geriet auf die Gegenfahrbahn, prallte in eine Leitplanke und kippte auf die Seite, vier Insassen vorsorglich ins Spital gebracht, keine Schwerverletzten. 4 Verletzte. | [ 96 ]                                               |
| 20. Juli 2017        | Knonau ZH                         | Auffahrkollision zweier Radschützenpanzer Piranha in einem Kreisel während einer Truppenverschiebung, sechs Soldaten der Infanterie-Durchdienerschule 14 leicht bis mittelschwer verletzt. 14 Verletzte. | [ 97 ] [ 98 ]                                        |
| 12. September 2017   | Schreckhorn BE                    | Pilatus PC-7-Turbo-Trainer auf Trainings-/Überführungsflug von Payerne nach Locarno kollidierte bei schlechter Sicht mit der Westflanke des Schreckhorns, Pilot Hptm René S. tödlich verletzt, Flugzeug zerstört. 1 Toter. | [ 99 ]                                               |
| 18. September 2018   | Bremgarten/Reuss AG               | Baukran stürzte bei Brückenarbeiten in Fluss. Zwei Rekruten leicht verletzt, einer Schock. 3 Verletzte. | [ 100 ]                                              |
| 16. Juli 2018        | Linden/Emmental BE                | Armeelastwagen überschlug sich. 19 Armeeangehörige verletzt (2 schwer, 4 mittelschwer, 13 leicht). 19 Verletzte. | [ 101 ]                                              |
| 5. Februar 2019      | Waffenplatz Bière VD              | Bei Schiessübung löste sich Schuss aus Gewehr eines Rekruten und traf anderen Rekruten in den Fuss. Verletzter operiert, Schütze unter Schock und psychologisch betreut. 1 Verletzter. | [ 102 ]                                              |
| 7. August 2019       | Sustenpass                        | Steyr-Puch kam von Strasse ab und stürzte 100 Meter in Tiefe. Ein Rekrut starb, einer schwer verletzt. 1 Toter, 1 Verletzter. | [ 103 ]                                              |
| 14. Juli 2020        | Isone TI                          | Rekrut starb während 6,5-km-Leistungsmarsch der Grenadierschule. Wurde leblos neben Strecke gefunden. 1 Toter. | [ 104 ]                                              |
| 8. Oktober 2020      | Schwyz SZ                         | Mowag-Duro-Armeefahrzeug mit 18 Personen kippte in Kreisel um. Fünf Rekruten leicht bis mittelschwer verletzt. 5 Verletzte. | [ 105 ]                                              |
| 4. Mai 2021          | Simplon VS                        | Vier Soldaten (drei Rekruten und ein Wachtmeister) erlitten Kohlenmonoxidvergiftung nach Übernachtung im Schützenpanzer. Motor lief wegen Heizung, Gas gelangte in Innenraum. Drei Soldaten ins Universitätsspital Genf, einer ambulant. Zustand nicht lebensbedrohlich. 4 Verletzte. | [ 106 ]                                              |
| 31. Mai 2022         | Herisau AR                        | Militärlastwagen verlor auf Kasernenstrasse in kurvigem Abschnitt bei Walke die Kontrolle, geriet über Gegenfahrbahn ins Wiesenbord und kippte auf die Seite. Lenker leicht verletzt, Beifahrer unverletzt. Sachschaden mehrere Zehntausend Franken. 1 Verletzter. | [ 107 ]                                              |
| 21. September 2023   | Chulloch/St. Gallenkappel SG      | Rekrut brach nach 2,5-km-Patrouillenmarsch zusammen. Starb später im Spital. 1 Toter. | [ 108 ]                                              |
| 23. April 2024       | Bremgarten AG                     | Bei Übung löste sich Schuss aus Sturmgewehr. Rekrut in Kopf getroffen, starb trotz Erstversorgung. 1 Toter. | [ 109 ]                                              |
| 17. Oktober 2024     | Waffenplatz Walenstadt SG         | Geschütztes Mannschaftstransportfahrzeug (GMTF) der Infanterie-Rekrutenschule 11 kippte während Verbandsausbildung zur Seite. Neun Armeeangehörige leicht verletzt, alle konnten Spital wieder verlassen. 9 Verletzte. | [ 110 ]                                              |
| 6. November 2024     | Alpnach OW                        | Eurocopter EC635 kollidierte kurz vor dem Aufsetzen beim Landeanflug mit dem Gelände. Die beiden Piloten konnten den Helikopter selbständig verlassen; 0 Tote. | [ 111 ] [ 112 ] [ 113 ]                              |
| 18. März 2025        | Uttigen BE                        | Schützenpanzer M113 der Panzerschule 21 kam bei Fahrschule von Strasse ab und stürzte in die Aare. Fahrzeug überschlug sich. Drei Rekruten verletzt, mit Rega geborgen. Ölverschmutzung der Aare. Bergung mit mobilem Kran. 3 Verletzte. | [ 114 ]                                              |
| 30. April 2025       | Allentsteig, Österreich           | Schweizer Soldat wurde während Truppenversuch «TRIAS 25» im nächtlichen Übungsbetrieb von Fahrzeug angefahren und an den Beinen verletzt. Rettungshubschrauber-Transport ins Spital. 1 Verletzter. | [ 115 ]                                              |
| 2. Mai 2025          | Allentsteig, Österreich           | Während der Übung «TRIAS 25» kollidierte ein 22-jähriger Schweizer Soldat mit einem österreichischen Zivilfahrzeug. Verkehrsunfall mit Sachschaden. Keine Verletzten. | [ 116 ]                                              |
| 3. Mai 2025          | Simplon                           | Zwei Panzerhaubitzen M109 kollidierten. Soldat in Luke eingeklemmt, schwer verletzt (Kopf-/Brustverletzungen). 1 Verletzter. | [ 117 ]                                              |
| 3. Mai 2025          | Allentsteig, Österreich           | Zwei Soldaten erlitten während der Übung «TRIAS 25» Rauchvergiftungen bei Löscharbeiten nach einem Fahrzeugbrand. Beide wurden medizinisch behandelt. 2 Verletzte. | [ 118 ]                                              |